# Cil (géorgien)
Pour les articles homonymes, voir Cil.
Cette page contient des caractères spéciaux ou non latins. S’ils s’affichent mal (▯, ?, etc.), consultez la page d’aide Unicode.
Cil (წილ, [t͡s’il], en géorgien) est la 29e lettre de l'alphabet géorgien.

## Linguistique
Cil est utilisé pour représenter le son [t͡s’].
Dans la norme ISO 9984, la lettre est translittérée par ‹ c ›. Le système national de romanisation du géorgien, quant à lui, utilise ‹ ts’ ›.

## Représentation informatique
- Unicode[1] :
  - Asomtavruli Ⴜ : U+10BC
  - Mkhedruli et nuskhuri წ : U+10EC